# Pałac Sportów Wodnych w Kazaniu
Pałac Sportów Wodnych (ros. Дворец водных видов спорта) – kryty obiekt pływacki w Kazaniu, w Rosji. Został otwarty w kwietniu 2013 roku.
Pałac stanowi prostokątny budynek o wymiarach 187,5 × 84 m. Obiekt posiada dwa 50-metrowe baseny (jeden wyłącznie treningowy) i basen ze skoczniami, służący do skoków do wody. Baseny 50-metrowy (służący do zawodów) oraz do skoków do wody posiadają ruchome dna, co pozwala na zmianę głębokości basenów lub zamianę obiektu w halę widowiskowo-sportową przy zrównaniu dna z poziomem terenu. Stałe trybuny areny (umieszczone tylko po jednej stronie) mogą pomieścić 3715 widzów; jest także możliwość dostawienia dodatkowych siedzisk powiększających pojemność do 4185 widzów. Wewnątrz obiektu znajduje się również basen dla dzieci. Pałac położony jest nad rzeką Kazanką, niedaleko stadionu Kazań Ariena.
Budowa obiektu rozpoczęła się w listopadzie 2009 roku i zakończyła w marcu 2013 roku. Projekt areny stworzony został przez biuro architektoniczne SPEECH, a koszt budowy wyniósł 3,628 mld rubli. Pałac został otwarty w kwietniu 2013 roku, kiedy to odbyły się w nim trzy wydarzenia sportowe: mistrzostwa Rosji w skokach do wody juniorów, Puchar Rosji w pływaniu i mistrzostwa Rosji w pływaniu synchronicznym. W lipcu 2013 roku obiekt był jedną z aren 27. Letniej Uniwersjady. W ramach uniwersjady odbyły się na nim zawody w pływaniu, pływaniu synchronicznym i skokach do wody. 1 października 2013 roku pałac udostępniono do użytku mieszkańcom. W 2015 roku na obiekcie odbyły się zawody w skokach do wody w ramach rozgrywanych w Kazaniu mistrzostw świata w pływaniu. W tym samym roku obiekt gościł też zawody pływackie oraz w skokach do wody w ramach pływackich mistrzostw świata weteranów.